# Boca do Acre
Boca do Acre è un comune del Brasile nello Stato dell'Amazonas, parte della mesoregione di Sul Amazonense e della microregione di Boca do Acre.